# Planet of the Apes (pel·lícula de 2001)
Planet of the Apes és una pel·lícula estatunidenca del 2001 de ciència-ficció dirigida per Tim Burton. Fou protagonitzada per Mark Wahlberg, Tim Roth, Helena Bonham Carter, Michael Clarke Duncan, Paul Giamatti i Estella Warren. La pel·lícula narra la història de l'astronauta Leo Davidson que fa un aterratge forçós en un planeta habitat per simis intel·ligents. Els micos tracten els humans com a esclaus, però amb l'ajut d'una simi anomenada Ari, en Leo comença una rebel·lió.
El desenvolupament d'una nova versió cinematogràfica d'El planeta dels simis començà el 1988 amb Adam Rifkin. En el moment de la preproducció del projecte, però, fou cancel·lat. El guió de Terry Hayes, titulat El retorn dels simis, estaria protagonitzat per Arnold Schwarzenegger, sota la direcció de Phillip Noyce. Oliver Stone, Don Murphy, i Jane Hamsher van ser escollits per a produir la pel·lícula. Mentrestant, Hayes va tenir diferències creatives amb el distribuïdor de 20th Century Fox. Més endavant, amb el guió de William Broyles i amb Tim Burton com a director, va començar el rodatge de la pel·lícula en qüestió. Lawrence Konner i Mark Rosenthal van reescriure el guió i el rodatge va tenir lloc entre el novembre de 2000 i l'abril del 2001.

## Argument
L'any 2029, a bord de l'estació espacial Oberon, propietat de la Força Aèria dels Estats Units, en Leo Davidson (Mark Wahlberg) treballa entrenant tot de primats perquè puguin pilotar naus espacials de reconeixement. El seu pupil preferit és el ximpanzé anomenat Pèricles. Quan una tempesta electromagnètica altera els sistemes d'Oberon, es llança el petit Pèricles en una missió de reconeixement. En entrar a l'ull de la tempesta es perd tota comunicació i la nau desapareix. Desobeint les ordres del seu comandant en cap, en Leo pren una segona nau i se'n va a la recerca d'en Pèricles. Tot entrant a la tempesta, en Leo perd contacte amb Oberon i s'estavella en un planeta l'any 3002. Un cop aterra descobreix que el planeta està governat per simis humanoides amb la capacitat de parlar i que tracten els éssers humans com a esclaus.
En Leo es troba amb una ximpanzé anomenada Ari (Helena Bonham Carter), que protesta per l'horrible tractament que reben els humans. L'Ari decideix comprar en Leo i una esclava anomenada Daena (Estella Warren) perquè treballin com a servents a casa del seu pare, el Senador Sandar (David Warren). En Leo escapa de la seva gàbia i allibera els altres éssers humans. L'Ari els descobreix i després de rumiar-hi s'uneix a la fuga. En Leo es veu obligat a encapçalar la rebel·lió humana contra els simis i desenvolupa un triangle amorós amb l'Ari i la Daena. El General Thade (Tim Roth) i el Coronel Attar (Michael Clarke Duncan) marxen amb llur exèrcit de simis guerrers a la recerca dels éssers humans. En Leo descobreix CALIMA ("El Temple dels Simis"), un lloc sagrat però prohibit per als simis.
CALIMA en realitat són les restes de l'estació espacial Oberon, que s'havia estavellat al planeta i llueix com una ruïna. (El nom de CALIMA és la part d'un rètol que deia "CAution LIve aniMAls": Perill, animals vius) D'acord amb el quadern de bitàcola, l'estació havia estat allà durant milers d'anys. En Leo dedueix que en entrar en el vòrtex viatja en el temps, mentre que l'Oberon, que entra per buscar-lo, s'estavella al planeta molt abans que ell.
El quadern de bitàcola de l'Oberon revela que els simis a bord, liderats per en Semos, s'amotinen i prenen el control de la nau després que s'estavellés. Els supervivents, humans i simis, s'enfronten en un conflicte armat i els éssers amb qui es troba en Leo en són els descendents. Aleshores es troben simis i humans en una última batalla, fins que des del cel descendeix una nau que en Leo no triga a reconèixer. Aquesta nau està pilotada per en Pèricles, el ximpanzé astronauta. La tempesta electromagnètica va desviar-lo i fou l'últim a arribar al planeta. Quan en Pèricles baixa, els simis interpreten la seva arribada com el retorn d'en Semos, llur Déu simi. Els simis el reverencien i s'atura la batalla.
El General Thade segueix en Leo a l'interior de l'Oberon i l'ataca, en Pèricles es llança a defensar-lo i es trenca una cama quan en Thade agafa l'arma d'en Leo a l'àrea de controls i queda atrapat a la coberta quan en Leo activa la porta del pilot. En Leo decideix que és hora de marxar i s'acomiada de l'Ari i de la Daena amb un petó. L'astronauta viatja a bord de la nau en què va arribar en Pèricles i viatja a través de la mateixa tempesta electromagnètica per la qual havia arribat. Finalment s'estavella a Washington DC, però en observar el que hauria de ser el monument a Abraham Lincoln, hi veu un monument en honor d'en Thade. Aleshores una allau de periodistes, bombers, i policies simis troben estupefactes en Leo, que encara es preguntava que estava passant.

## Repartiment
- Mark Wahlberg: Capità Leo Davidson
- Tim Roth: General Thade
- Helena Bonham Carter: Ari
- Michael Clarke Duncan: Coronel Attar
- Paul Giamatti: Limbo
- Estella Warren: Daena
- Cary-Hiroyuki Tagawa: General Krull
- Kris Kristofferson: Karubi
- Charlton Heston: Zaius, pare de Thade (no surt als crèdits)
- Linda Harrison (no surt als crèdits)

## Nominacions
- 2002: BAFTA al millor vestuari per a Colleen Atwood.
- 2002: BAFTA al millor maquillatge i perruqueria per a Rick Baker, Toni G, i Kazuhiro Tsuji.
- 2002: Grammy al millor àlbum de banda sonora per a pel·lícula, televisió o altre mitjà visual per a Danny Elfman.

## Rebuda
- "Un film extraordinari (...) combina a la perfecció acció amb efectes visuals (...) el director Rupert Wyatt ho ajunta tot de forma preciosa."[2]
- "Mai saps exactament on acaba el real i on comencen els efectes, però Serkis i/o Caesar realitzen la millor interpretació de la pel·lícula (...) Puntuació: ★★★ (sobre 4)"[3]